# 서이시가이익
서이시가이익(광둥어: 瑞士雞翼, 월병: seoi6 si6 gai1 jik6, 중국어 간체자: 瑞士鸡翼, 병음: ruìshì jīyì 루이스지이[*], 한자음: 서사계익)은 홍콩의 일부 레스토랑에서 찾아볼 수 있는 달콤한 간장맛 닭날개 요리이다. 기본적으로 닭날개를 간장, 설탕,  중국술, 향신료를 섞어 만든 소스에 재워 만든다. 
'서이시가이익'은 광둥어로 '스위스 닭날개'라는 뜻이며, 영어 이름 역시 '스위스 윙' (swiss wing)이라 표기하지만, 정작 요리 자체는 스위스와는 아무런 관련이 없으며 홍콩이나 광저우에서 유래된 요리로 추정된다.
이름의 유래 역시 구체적으로 밝혀진 바 없다. 한 도시 전설에 따르면 서양인이 '달콤한 간장 닭날개' 요리를 발견하고 중국인 웨이터에게 이게 무슨 요리냐고 물어봤는데, 웨이터가 '스위트 윙'이라고 알려주었지만 영어 발음을 잘 못해서 그 서양인이 '스위스 윙'으로 알아들었고, 이름이 그대로 붙여졌다는 이야기가 있다. 일각에서는 홍콩의 유명 레스토랑인 타이핑쿤찬텡에서 개발한 요리라고 해석하기도 한다.

## 같이 보기
- 버팔로 윙
- 닭고기 요리 목록
- 시야우가이